# ۲۴ (میلادی)
۲۴ (میلادی) بیست و چهارمین سال تقویم میلادی است.

## رویدادها
بر اساس مکان
امپراتوری روم
- 30 ژوئن - دوره خدمت سرویوس کورنلیوس کتگوس و لوسیوس ویسلیوس وارو به عنوان کنسول روم به پایان می رسد.[۱]
- ۱ ژوئیه - در اواسط سال رومی ۷۷۷ میلادی، گایوس کالپورنیوس آویولا و پوبلیوس لنتولوس اسکیپیو سال کنسولی جدید را به عنوان کنسول‌های جدید آغاز کردند.
- جنگ روم علیه نومیدیا و مورتانیا با الحاق دو پادشاهی آفریقایی به پایان رسید.[۲]
- شورش تافاریناس در آفریقا سرکوب شد.[۳]
- سنا بازیگران را از رم اخراج می‌کند.

آسیا
- در پادشاهی شیلا، که بیشتر شبه جزیره شرقی کره را در بر می‌گیرد، یوری از خاندان پارک به سلطنت جدید (چاچائونگ) می‌رسد. پادشاه یوری پس از مرگ پدرش، پادشاه نامهه، در پایتخت، سئوربئو (که اکنون گیونگجو در کره جنوبی است) تاج و تخت را به دست می‌گیرد.[۴]

کره
- پادشاه یوری به عنوان حاکم شیلا (کره) به تخت سلطنت نشست.[۵]

آفریقا
- سلسله ماسینیسا از حاکمان کارتاژ به پایان می‌رسد.

## درگذشتگان
- گایوس سیلیوس، ژنرال و کنسول روم

- لوسیوس کالپورنیوس پیسو، کنسول روم

- نامهه، پادشاه شیلا[۵]

- استرابون، جغرافی دان و مورخ یونانی

- تاکفاریناس، رهبر نظامی نومیدیان

- وانگ لانگ، امپراتور چین